# 232 a.C.
Il 232 a.C. (CCXXXII a.C. in numeri romani) è un anno  del III secolo a.C.

## Eventi
- Alla morte di Agrone, re dell'Illiria, gli succede la vedova Regina Teuta (o Tefta), detta "la Caterina la Grande dell'Illiria"; ella espelle i greci dalle coste dell'odierna Albania e lancia navi pirata nel Mare Ionio perché depredino navi romane
- In Roma, approvata la Lex Flaminia de agro Gallico et Piceno viritim dividundo che autorizza la distribuzione di terre dell'Ager Gallicus e del Piceno ai coloni romani

## Morti
- Aśoka, sovrano (n. 304 a.C.)